# Que Se Pare El Mundo Tour
Tournées par Karol Sevilla
Soy Luna en vivo
(2018)
Que Se Pare El Mundo Tour est la première tournée en Amérique Latine de l'actrice, chanteuse, et youtubeuse mexicaine Karol Sevilla, star de la série de télévision de Disney Channel, Soy Luna.

## Liste des chansons
1. Que Se Pare El Mundo
2. Nada Fue Un Error (Cover de la chanson de Coti)
3. Corre (Cover de la chanson de Jesse & Joy)
4. Equivocada (Cover de la chanson de Thalia)
5. Pensadote
6. Contigo En La Distancia (Cover de la chanson de Luis Miguel)
7. Besos De Ceniza (Cover de la chanson de Timbiriche)
8. Gracias Por Estar
9. La Vida Es Un Sueño (issue de Soy Luna)
10. Soy Yo (issue de Soy Luna)
11. El Lugar (issue du film Ralph 2.0)
12. La Bikina (issue du film Coco)
13. Sonreir Y Amar
14. Tu Tiempo Es Hoy
15. Vuéveme A Mirar Así
16. A Bailar
17. Mil Besos Por Segundo
18. No Te Quiero Nada (Cover de la chanson du groupe Ha-Ash)
19. Te Quiero Mucho (Cover de la chanson du groupe Rio Roma)

## Représentations
| Dates             | Ville                | Pays       | Salle                     |
| ----------------- | -------------------- | ---------- | ------------------------- |
| 27 novembre 2018  | Buenos Aires         | Argentine  | Teatro Odeon              |
| 30 novembre 2018  | Curitiba             | Brésil     | Opera De Arame            |
| 2 décembre 2018   | São Paulo            | Brésil     | Teatro Net                |
| 3 décembre 2018   | Porto Alegre         | Brésil     | Teatro Do Bourbon Country |
| 4 décembre 2018   | Rio De Jeneiro       | Brésil     | Jeunesse Arena            |
| 6 décembre 2018   | Asunción             | Paraguay   | SND Arena                 |
| 11 décembre 2018  | Talca                | Chili      | Gimnasio Regional         |
| 14 décembre 2018  | Talca                | Chili      | Teatro Plaza              |
| 15 décembre 2018  | Santiago             | Chili      | Teatro Teletón            |
| 16 décembre 2018  | Rancagua             | Chili      | Arena Montecillo          |
| 18 décembre 2018  | Antofagasta          | Chili      | Gimnasio Sokol            |
| 20 décembre 2018  | Concepción           | Chili      | Gimnasio Municipal        |
| 10 janvier 2019   | Necochea             | Argentine  | Teatro Paris              |
| 11 janvier 2019   | Mar Del Plata        | Argentine  | Teatro Colon              |
| 12 janvier 2019   | Villa Gesell         | Argentine  | Pueblo Limite             |
| 13 janvier 2019   | San Bernardo         | Argentine  | Luz y Fuerza              |
| 14 janvier 2019   | Santa Teresita       | Argentine  | Teatro Atlantico          |
| 18 janvier 2019   | Villa Carlos Paz     | Argentine  | Teatro Luxor              |
| 19 janvier 2019   | Villa Carlos Paz     | Argentine  | Teatro Luxor              |
| 20 janvier 2019   | Villa Carlos Paz     | Argentine  | Teatro Luxor              |
| 1er février 2019  | Mojadas              | Guatemala  | Fórum Mojadas             |
| 2 février 2019    | Managua              | Nicaragua  | Metrocentro               |
| 7 février 2019    | San José             | Costa Rica | Teatro Auditorio Nacional |
| 10 février 2019   | Barranquilla         | Colombie   | Puerta De Oro             |
| 12 février 2019   | Bucaramanga          | Colombie   | Coliseo Bicentenario      |
| 14 février 2019   | Cúcuta               | Colombie   | Coliseo Col. Municipal    |
| 19 février 2019   | Aristóbulo del Valle | Argentine  | Gimnasio Municipal 1      |
| 20 février 2019   | Mexico               | Mexique    | Predio Ferial CDR         |
| 3 mai 2019        | Morelia              | Mexique    | Palacio Del Arte          |
| 11 mai 2019       | Toluca               | Mexique    | Teatro Morelos            |
| 12 mai 2019       | Puebla               | Mexique    | Auditorio Metropolitano   |
| 18 mai 2019       | Leon                 | Mexique    | Domo De La Feria          |
| 19 mai 2019       | San Luis             | Mexique    | El Domo                   |
| 20 mai 2019       | Veracruz             | Mexique    | World Trade Center        |
| 25 mai 2019       | Cancún               | Mexique    | Plaza De Toros            |
| 26 mai 2019       | Mérida               | Mexique    | Auditorio La Isla         |
| 27 mai 2019       | Queretaro            | Mexique    | Auditorio Josefa          |
| 6 juin 2019       | Neiva                | Colombie   | Parque De La Música       |
| 8 juin 2019       | Bogotá               | Colombie   | Palacio D Los Deportes    |
| 9 juin 2019       | Villavicenco         | Colombie   | Coliseo Alvaro Mesa Amaya |
| 14 juin 2019      | Pereira              | Colombie   | Coliseo Mayor             |
| 16 juin 2019      | Medellín             | Colombie   | Coliseo UPB               |
| 22 septembre 2019 | Aguascalientes       | Mexique    | Teatro Aguascalientes     |
| 6 février 2020    | Puebla               | Mexique    | Auditorio Metropolitano   |
| 9 février 2020    | Monterrey            | Mexique    | Arena Monterrey           |
| 15 février 2020   | Mexicali             | Mexique    | Palenque Del Fex          |
| 16 février 2020   | Tijuana              | Mexique    | El Foro                   |
| 20 février 2020   | Guadalajara          | Mexique    | Teatro Galerias           |
| 29 février 2020   | Lima                 | Pérou      | C.C María Angola          |